# Maria Bello
Maria Elena Bello (Norristown, Pennsylvania, 1967. április 18. –) amerikai színésznő, forgatókönyvíró és producer.
Legismertebb televíziós szerepe Dr. Anna Del Amico az NBC Vészhelyzet című drámasorozatának 3-4. évadjában (1997–1998). Feltűnt a Góliát első évadjában (2016), az NCIS-ben (2017–2021), valamint a 2023-as Balhé című minisorozatban, mellyel Primetime Emmy-díjra jelölték.
Szerepelt a Sakáltanya (2000), az Erőszakos múlt (2005), a World Trade Center (2006), A Jane Austen könyvklub (2007), A múmia: A Sárkánycsászár sírja (2008), a Nagyfiúk (2010), a Fogságban (2013) és az Amikor kialszik a fény (2016) című filmekben. 2009-ben a The Guardian magazin azon legjobb színészek közé sorolta, akiket sosem jelöltek Oscar-díjra.

## Fiatalkora és családja
Maria Norristownban, Pennsylvaniában született. Kathy, tanár és iskolai védőnő, és Joe Bello, vállalkozó lánya. Édesapja olasz-amerikai és az anyja lengyel-amerikai származású. Egy munkásosztálybeli római katolikus családban nőtt fel majd a Carroll High Schoolban érettségizett (Radnor, Pennsylvania). Később a Villanova Egyetemen politológiát hallgatott, jogász akart lenni. Hamarosan már off-Broadway darabokban játszott, mint például a The Killer Inside Me, Small Town Gals With Big Problems és az Urban Planning.

## Pályafutása
Eleinte vendégszerepeket játszott sorozatok epizódjaiban. A hírnevet először az 1996-os Mr. és Mrs Smith hozta meg számára. Azután jött a Vészhelyzet vendégszereplése, amelyben Dr. Anna Del Amico gyermekorvost játszotta a harmadik évad utolsó három epizódjában. Következő filmje a 2000-es Sakáltanya volt, amelyben egy bárpultosnőt alakított. Kétszer jelölték Golden Globe-díj-ra: az Erőszakos múlt és A szerencseforgató című filmekben nyújtott alakításáért. Utóbbiban, amely egy Las Vegas-i szerelmi történet, William H. Macyvel és Alec Baldwinnal játszott együtt.
2000-ben a #52 lett a Maxim magazin a világ 100 legszexisebb nője listán.
2008-ban megkapta Evy O'Connell szerepét A múmia: A Sárkánycsászár sírja című kalandfilmben, Rachel Weisztől véve át a szerepet. Maria azt állította, további három Múmia-filmre szerződött.

## Magánélete
Van egy Jackson Blue nevű fia, aki 2001-ben született, Maria korábbi barátjától, Dan McDermott-tól. 2013-ban elárulta, hogy egy Clare Munn nevű nővel él párkapcsolatban. 2019-ben Dominique Crenn női séffel jegyezték el egymást.
Legjobb barátnője Carrie-Anne Moss, akivel egymás gyermekeinek keresztanyjai.

## Filmográfia

### Film
| Év   | Magyar cím                      | Eredeti cím                           | Szerep                                          | Magyar hang      |
| ---- | ------------------------------- | ------------------------------------- | ----------------------------------------------- | ---------------- |
| 1992 |                                 | Maintenance                           | Eddie                                           |                  |
| 1994 |                                 | Morphosis (rövidfilm)                 | főnök                                           |                  |
| 1998 | A nap árnyékos oldalán          | Permanent Midnight                    | Kitty                                           | Kökényessy Ági   |
| 1999 | Visszavágó                      | Payback                               | Rosie                                           | Fehér Anna       |
| 2000 | Sakáltanya                      | Coyote Ugly                           | Lil Lovell                                      | Orosz Anna       |
| 2000 | Tuti duók                       | Duets                                 | Suzi Loomis                                     | Major Melinda    |
| 2000 | Tuti duók                       | Duets                                 | Suzi Loomis                                     | Bognár Anna      |
| 2001 |                                 | China: The Panda Adventure            | Ruth Harkness                                   |                  |
| 2001 |                                 | Sam the Man                           | Anastasia Powell                                |                  |
| 2002 | A szexfüggő                     | Auto Focus                            | Patricia Olson / Patricia Crane / Sigrid Valdis |                  |
| 2002 |                                 | 100 Mile Rule                         | Monica                                          |                  |
| 2003 | A szerencseforgató              | The Cooler                            | Natalie Belisario                               |                  |
| 2004 | Kormányzóválasztás              | Silver City                           | Nora Allardyce                                  |                  |
| 2004 | A titkos ablak                  | Secret Window                         | Amy Rainey                                      | Kiss Eszter      |
| 2005 | A 13-as rendőrőrs               | Assault on Precinct 13                | Alex Sabian                                     | Haumann Petra    |
| 2005 | Erőszakos múlt                  | A History of Violence                 | Edie Stall                                      | Fullajtár Andrea |
| 2005 | A múlt titka                    | The Dark                              | Adélle                                          | Bertalan Ágnes   |
| 2006 | Köszönjük, hogy rágyújtott!     | Thank You for Smoking                 | Polly Bailey                                    | Götz Anna        |
| 2006 | A három nővér                   | The Sisters                           | Marcia Prior Glass                              | Fehér Anna       |
| 2006 | Flicka                          | Flicka                                | Nell McLaughlin                                 | Balázs Ágnes     |
| 2006 | World Trade Center              | World Trade Center                    | Donna McLoughlin                                | Spilák Klára     |
| 2007 | A Jane Austen könyvklub         | The Jane Austen Book Club             | Jocelyn                                         | Pápai Erika      |
| 2007 | Érzékeny pont                   | Towelhead                             | Gail Monahan                                    | Náray Erika      |
| 2007 | Próbatétel                      | Butterfly on a Wheel                  | Abby Randall                                    | Györgyi Anna     |
| 2008 | Sárga zsebkendő                 | The Yellow Handkerchief               | May                                             |                  |
| 2008 | Ölelj meg és ölj                | Downloading Nancy                     | Nancy Stockwell                                 | Götz Anna        |
| 2008 | A múmia: A Sárkánycsászár sírja | The Mummy: Tomb of the Dragon Emperor | Evelyn O'Connell                                | Bertalan Ágnes   |
| 2009 | Pippa Lee négy élete            | The Private Lives of Pippa Lee        | Suky                                            | Nyakó Júlia      |
| 2010 | Vállalati csalódások            | The Company Men                       | Sally Wilcox                                    | Hámori Eszter    |
| 2010 | Nagyfiúk                        | Grown Ups                             | Sally Lamonsoff                                 | Bertalan Ágnes   |
| 2011 | A mi drága kisfiunk             | Beautiful Boy                         | Kate Carroll                                    | Hámori Eszter    |
| 2011 | Elhurcolva                      | Abduction                             | Mara Harper                                     | Bertalan Ági     |
| 2011 | A félelem útja                  | Carjacked                             | Lorraine                                        | Orosz Anna       |
| 2013 | Nagyfiúk 2.                     | Grown Ups 2                           | Sally Lamonsoff                                 | Bertalan Ágnes   |
| 2013 | Fogságban                       | Prisoners                             | Grace Dover                                     | Zakariás Éva     |
| 2013 | Harmadik fél                    | Third Person                          | Theresa                                         | Bertalan Ágnes   |
| 2015 | Terepfutás                      | McFarland, USA                        | Cheryl White                                    | Orosz Helga      |
| 2015 |                                 | Demonic                               | Dr. Elizabeth Klein                             |                  |
| 2015 | Bátrak városa                   | Bravetown                             | Martha                                          | Bertalan Ágnes   |
| 2016 | Az 5. hullám                    | The 5th Wave                          | Reznik őrmester                                 | Fullajtár Andrea |
| 2016 | Kalandos hétvége                | The Confirmation                      | Bonnie                                          | Bertalan Ágnes   |
| 2016 | Amikor kialszik a fény          | Lights Out                            | Sophie                                          | Pokorny Lia      |
| 2016 |                                 | The Late Bloomer                      | Brenda Newmans                                  |                  |
| 2016 | Max Steel                       | Max Steel                             | Molly McGrath                                   | Zakariás Éva     |
| 2016 |                                 | Wait Till Helen Comes                 | Jean                                            |                  |
| 2016 |                                 | The Journey Is the Destination        | Kathy Eldon                                     |                  |
| 2017 | Fellini nyomában                | In Search of Fellini                  | Claire                                          | Bertalan Ágnes   |
| 2018 | Nap nap után                    | Every Day                             | Lindsey                                         | Bertalan Ágnes   |
| 2018 |                                 | Better Start Running                  | McFadden ügynök                                 |                  |
| 2018 | Változások sodrásában           | Giant Little Ones                     | Carly Winter                                    |                  |
| 2020 | A remény ereje                  | The Water Man                         | Goodwin seriff                                  | Bertalan Ágnes   |
| 2022 | The Woman King – A harcos       | The Woman King                        | producer és sztori írója                        |                  |

### Televízió
| Év        | Magyar cím                               | Eredeti cím                       | Szerep                   | Megjegyzések                                              |
| --------- | ---------------------------------------- | --------------------------------- | ------------------------ | --------------------------------------------------------- |
| 1995      |                                          | Misery Loves Company              | Joe egykori tanítványa   | 1 epizód                                                  |
| 1995      | Neve: Senki                              | Nowhere Man                       | Emily Noonan             | 1 epizód                                                  |
| 1995      | Mókás hekus                              | The Commish                       | Betsy                    | 1 epizód                                                  |
| 1996      | Fraser és a farkas                       | Due South                         | Mackenzie King           | 1 epizód                                                  |
| 1996–1997 | Mr. és Mrs. Smith                        | Mr. & Mrs. Smith                  | Mrs. Smith               | 13 epizód                                                 |
| 1997–1998 | Vészhelyzet                              | ER                                | Dr. Anna Del Amico       | - visszatérő szereplő (3. évad) - főszereplő (4. évad)    |
| 2010      | Esküdt ellenségek: Különleges ügyosztály | Law & Order: Special Victims Unit | Vivian Arliss            | 2 epizód                                                  |
| 2011–2012 | New York-i nyomozók                      | Prime Suspect                     | Jane Timoney             | 13 epizód                                                 |
| 2012–2013 | Érintés                                  | Touch                             | Lucy Robbins             | 13 epizód                                                 |
| 2014      | Országúti ragadozó                       | Big Driver                        | Tess Thorne              | - tévéfilm - magyar hangja: - Bertalan Ágnes              |
| 2016      | Góliát                                   | Goliath                           | Michelle McBride         | 8 epizód                                                  |
| 2017      |                                          | XQ Super School Live              | önmaga                   | különkiadás                                               |
| 2017–2021 | NCIS                                     | NCIS                              | Jacqueline "Jack" Sloane | főszereplő (15–18. évad)                                  |
| 2023      | Balhé                                    | Beef                              | Jordan Forster           | - mellékszereplő (6 epizód) - magyar hangja: - Orosz Anna |
| 2025      | Havenport                                | The Waterfront                    | Belle Buckley            | - főszereplő - magyar hangja: - Nagy-Kálózy Eszter        |

## Díjak és jelölések
- Erőszakos múlt
  - Golden Globe-díj (2006) – Legjobb színésznő – drámai kategória jelölés
- A szerencseforgató
  - Golden Globe-díj (2004) – Legjobb női mellékszereplő jelölés
- Balhé
  - Primetime Emmy-díj (2023) – Legjobb női mellékszereplő (minisorozat) jelölés

## Fordítás
- Ez a szócikk részben vagy egészben  a   Maria Bello című angol Wikipédia-szócikk fordításán alapul.  Az eredeti cikk szerkesztőit annak laptörténete sorolja fel. Ez a jelzés csupán a megfogalmazás eredetét és a szerzői jogokat jelzi, nem szolgál a cikkben szereplő információk forrásmegjelöléseként.